# Automolis ochreogaster
Automolis ochreogaster är en fjärilsart som beskrevs av James John Joicey och Talbot 1921. Automolis ochreogaster ingår i släktet Automolis och familjen björnspinnare. Inga underarter finns listade i Catalogue of Life.